# Birtoxin
Birtoxin ist ein Neurotoxin aus dem südafrikanischen Dickschwanzskorpion Parabuthus transvaalicus.

## Eigenschaften
Birtoxin ist ein Peptid und das häufigste Toxin im Gift des südafrikanischen Dickschwanzskorpions. Daneben sind im Gift noch die Toxine Dortoxin, Bestoxin und Altitoxin vorhanden. Birtoxin besitzt drei Disulfidbrücken. Birtoxin senkt den Schwellenwert für eine Aktivierung von spannungsgesteuerten Natriumkanälen von Säugetieren. Dadurch entstehen als Symptome einer Vergiftung in Säugetieren Krämpfe, Harndrang, Tremor und eine beschleunigte Atemfrequenz. Mit Bestoxin teilt es die gleichen N-terminalen 18 Aminosäuren.